# Parafia Podwyższenia Krzyża Świętego w Pierwoszynie
Parafia Podwyższenia Krzyża Świętego w Pierwoszynie – rzymskokatolicka parafia usytuowana przy ulicy Kaszubskiej w Pierwoszynie w gminie Kosakowo. Wchodzi w skład dekanatu Gdynia Oksywie w archidiecezji gdańskiej.

## Historia
Po 1945 roku parafia w Kosakowie starała się o pozwolenie na budowę kościoła – w miejsce zniszczonego podczas II wojny światowej. Uzyskał je dopiero ks. Zygmunt Karczewski w 1981 roku, jednak ze względu na lotnisko w Babich Dołach, wojsko nie zgodziło się na lokalizację w Kosakowie. W latach 1984–1994 parafianie budowali nowy kościół. Uroczystość konsekracji nowej świątyni odbyła się 14 września 1994 roku, której przewodniczył arcybiskup metropolita gdański – Tadeusz Gocłowski CM. Pierwoszyński kościół filialny  pw. Podwyższenia Krzyża Świętego podlegał parafii w Kosakowie. Dekretem biskupim z dnia 15 sierpnia 1999 roku została ustanowiona samodzielna parafia w Pierwoszynie, wyłoniona z parafii macierzystej w Kosakowie – której to nowym patronem został św. Antoni Padewski.
Budynek kościoła posiada masywny korpus zwieńczony stromym dachem, z którego wznosi się wieża z dzwonami: „Jan Paweł II”, „Tadeusz” i „Zygmunt”. Wewnątrz świątyni uwagę skupia tylna ściana prezbiterium z wyobrażeniem ostatnich chwil Jezusa: pośrodku scena z Golgoty – Maryja i św. Jan stojący pod krzyżem, z prawej strony modlitwa w Ogrójcu, z lewej – zdjęcie z krzyża. Ołtarze boczne po lewej stronie poświęcone są Matce Bożej Fatimskiej i Matce Bożej Nieustającej Pomocy, po prawej Jezusowi Miłosiernemu i Sercu Pana Jezusa.

## Proboszczowie
- 1999–2007: ks. kan. Zygmunt Karczewski[2][3][4]
- 2007–2020: ks. Stanisław Ziółkowski[5][6]
  - ks. mgr lic. Andrzej Wiejak[7][8] – administrator parafii (28 II – 10 III 2020)
- 2020–2024: ks. kan. mgr lic. Rafał Dettlaff[9]
- od 1 X 2024: ks. mgr Marek Modzelewski[10][11]